# Szíjhalfélék
A szíjhalfélék (Regalecidae) a csontos halak (Osteichthyes) főosztályának sugarasúszójú halak (Actinopterygii) osztályába és a tündöklőhal-alakúak rendjébe tartozó család.

## Elterjedésük
A világ óceánjaiban, egyes trópusi folyókban és a Földközi-tengerben is honosak. Legtöbb fajuk nagy mélységben, sokszor ezer méteres mélységben él, így ritkán látni őket, ezért az életmódjuk is kevéssé ismert.

## Megjelenésük
A szíjhalfélék hossza általában pár méter, de a legnagyobb példány 8 méter hosszú és 270 kilogramm tömegű volt, meg nem erősített jelentések pedig 11 és 17 méter hosszú példányokról is beszámolnak.
Hasúszójukból csak egy hosszú, a végén kiszélesedő fonálszerű sugár maradt meg. Farokúszójuk satnya, vagy pedig teljesen hiányzik. Alsóúszójuk, ha van, akkor hosszú fonállá nyúlik meg.
Elképzelhető, hogy róluk születtek a tengeri kígyókról szóló legendák a történelem folyamán.

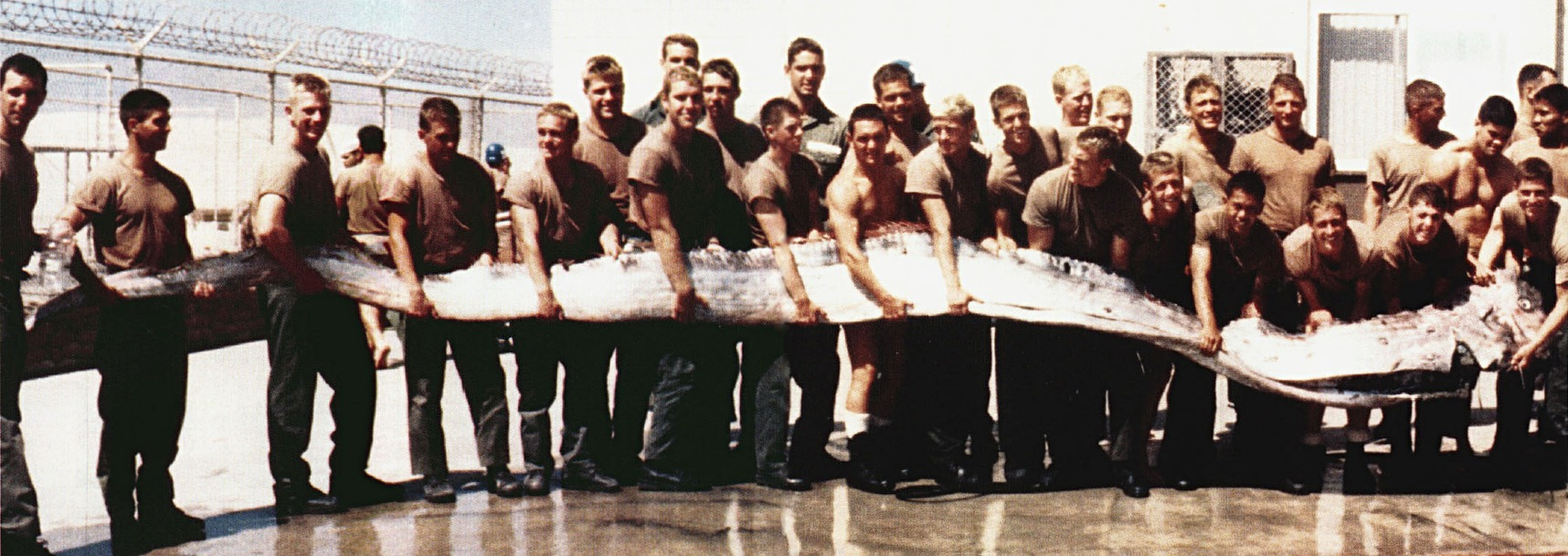
Egy 1996-ban, a kaliforniai San Diego partjainál talált óriás szíjhal (Regalecus glesne)

## Rendszerezés
A családba az alábbi 2 nem és 5 faj tartozik
- Agrostichthys (Phillipps, 1924) - 1 faj 
  - Agrostichthys parkeri

- Regalecus (Ascanius, 1772) - 4 faj 
  - Regalecus glesne
  - Regalecus kinoi
  - Regalecus pacificus
  - Regalecus russelii